# Saga d'Egill, fils de Grímr le Chauve

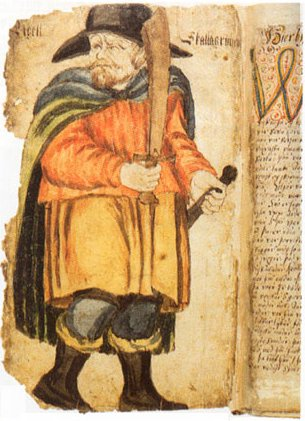
Portrait d'Egill Skallagrímsson dans un manuscrit de lEgils saga du XVIIe siècle

La saga d'Egill, fils de Grímr le Chauve, ou Egils saga, est l'une des grandes sagas islandaises de famille. Composée en Islande dans la première moitié du XIIIe siècle, vraisemblablement par Snorri Sturluson, descendant probable du personnage principal, elle raconte les origines de la famille islandaise des Myrar et surtout la vie de son membre le plus célèbre, le scalde et viking Egill qui vécut au Xe siècle.